# Vernon und Irene Castle

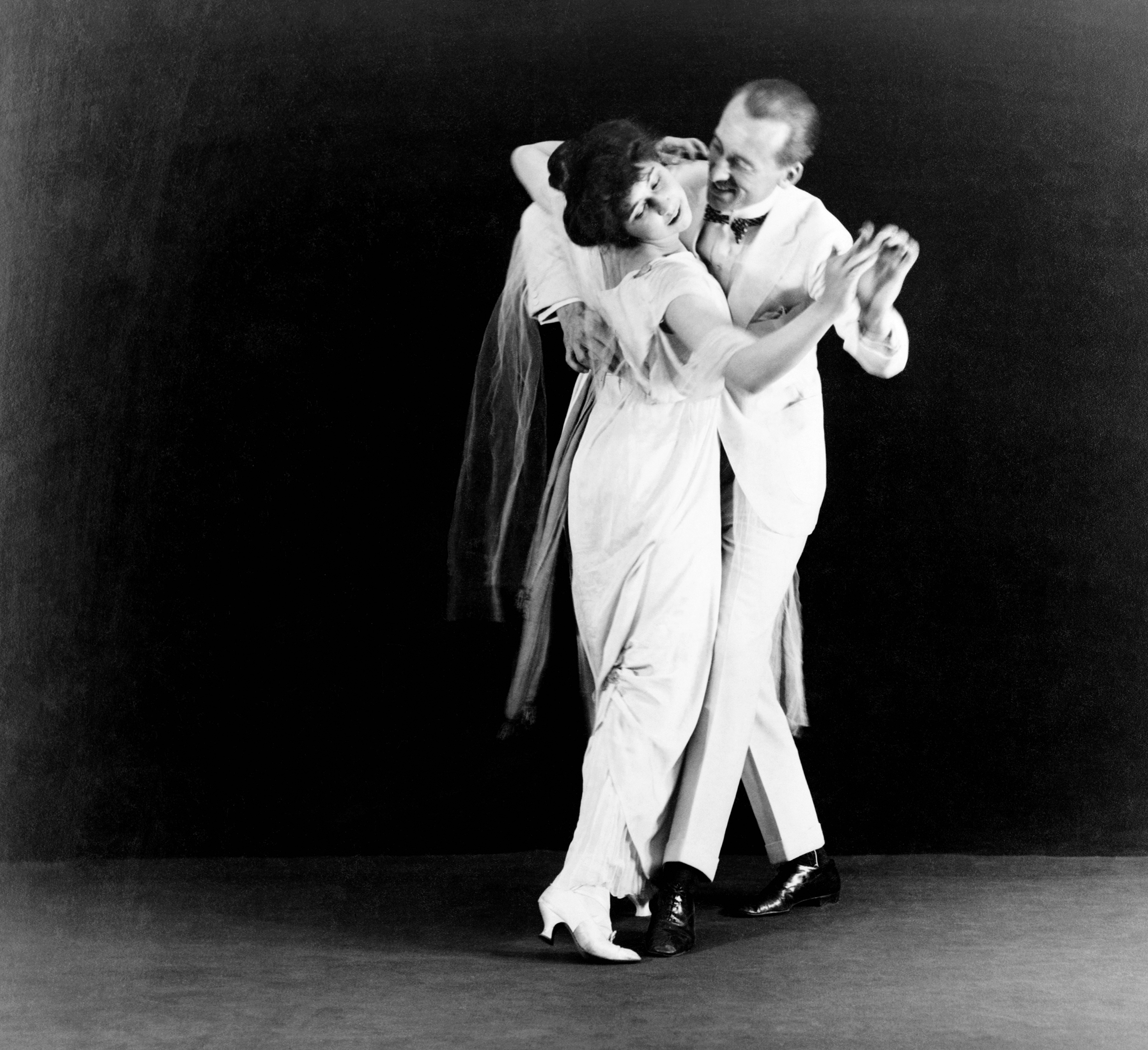
Vernon and Irene Castle, ca. 1910–1918

Das Ehepaar Vernon und Irene Castle (Vernon Castle, geb. William Vernon Blyth: * 2. Mai 1887 in Norwich, Norfolk, England; † 15. Februar 1918 in Fort Benbrook/Texas. Irene Castle, geb. Irene Foote: * 17. April 1893 in New Rochelle; † 25. Januar 1969 in Eureka Springs/Arkansas) war ein bekanntes US-amerikanisches Tanzpaar, das am Anfang des 20. Jahrhunderts wesentlich zur Verbreitung neuer Gesellschaftstänze wie Foxtrott, Tango oder Rumba beigetragen hat und große internationale Erfolge feierte.

## Die frühen Jahre
Vernon Castle wurde als Sohn eines englischen Gastwirts geboren und absolvierte an der Universität von Birmingham ein Bauingenieurs-Studium. Nebenher trat er in privaten Klubs und bei Familienfeiern als Zauberer auf. Nach Abschluss des Studiums wendete er sich endgültig dem Show-Business zu und nahm den Künstlernamen Castle an. 1906 zog er mit seiner Schwester Coralie Blyth und ihrem Ehemann Lawrence Grossmith, beide etablierte Schauspieler, nach New York. In den frühen 1900er Jahren trat er in einer Reihe von Shows auf, die der Broadway-Komiker Lew Fields produzierte. Seine Spezialität waren mit krudem Witz verbundene Slapsticks. Häufig übernahm er in Fields’ Auftritten auch die Rolle der „second banana“ (Kontrastfigur) oder agierte als Tänzer.
Irene Foote war die zweite Tochter von Dr. Hubert Townsend Foote und Annie Elroy (Thomas) Foote, deren Vater Pressesprecher für den Zirkus „Barnum and Bailey“ war. Sie erhielt frühzeitig Tanzunterricht und spielte als Teenager in Amateur-Theateraufführungen. Als junge Frau begann sie, sich in ihrer Erscheinung und Körpersprache an der Broadway-Schauspielerin Bessie McCoy zu orientieren.
1910 begegneten sich Irene und Vernon im „Rowing Club“ in New Rochelle, New York, einem beliebten Treff für Leute aus der Unterhaltungsbranche. Durch Vernons Vermittlung hatte Irene kurze Zeit später ihren ersten professionellen Auftritt als Tänzerin. Am 28. Mai 1911 heiratete das Paar.

## Karriere als Tanzpaar
Erste größere Popularität als Tanzpaar erlangten die Castles in Paris, wo sie 1912 notgedrungen ein Engagement als Showtänzer im Cabaret „Café de Paris“ annehmen mussten. Sie führten dort die neuen amerikanischen Tänze wie zum Beispiel den Ragtime auf und hatten damit enormen Erfolg. In die USA zurückgekehrt, konnten sie diesen Erfolg nicht nur wiederholen, sondern entscheidend steigern. Es folgten eine große Zahl von Auftritten in Varietés und in Filmen.
Im Jahre 1914 eröffnete das Paar in New York eine eigene Tanzschule, das sogenannte „Castle House“. Dazu kamen der Nightclub namens „Castles by the Sea“ in Long Beach, New York, sowie das Restaurant „Sans Souci“. In ihrer Schule lehrten sie die neuesten Tanzschritte, gaben auch privaten Tanzunterricht und traten bei Modeschauen auf. Bleibenden Einfluss hatte das Tanzpaar auf den Stil folgender Tänze (der Castle Walk ist eine eigene Choreografie): Bunny hug, Castle Walk, Foxtrott, Grizzly Bear, Walzer, Maxixe, Tango sowie Turkey Trot.
Die Castles erschienen 1914 in einer Wochenschau, die sich Gesellschafts- und Schautanz nannte, und sie schrieben im selben Jahr einen Bestseller mit dem Titel „Modern Dancing“. Außerdem trat das Paar in dem erfolgreichen Film The Whirl of Life (1915) auf. Ihren größten Erfolg feierten Vernon und Irene Castle in Irving Berlins Broadway-Show Watch Your Step. Das Paar nutzte dieses Ausstattungsstück, um den Foxtrott zu verfeinern und die Popularität des Tanzes zu steigern. Nach dem Debüt 1914 in New York tourte Watch Your Step bis 1916 durch die Staaten.
Vernon Castle hatte sich im Krieg als gebürtiger Brite zum Royal Flying Corps gemeldet. Nach Fronteinsätzen wurde er in die USA abkommandiert und bildete dort Flieger aus. 1918 kam er bei einem Flugunfall in der Nähe von Fort Worth ums Leben.
Irene Castle war bis 1924 im Filmgeschäft aktiv. Ihre Memoiren Castles in the Air dienten als Vorlage für den Spielfilm The Story of Vernon and Irene Castle von 1939 mit Fred Astaire und Ginger Rogers in den Hauptrollen.

## Irene Castle als modisches Vorbild
Aufgrund ihrer zunehmenden Bekanntheit avancierte Irene Castle Mitte der zweiten Dekade mit Kurzhaarfrisur und kürzeren Röcken für viele Frauen zum modischen Vorbild, zehn Jahre vor dem eigentlichen Modetrend. Auch das haarbandähnliche Tragen einer Perlenschnur, das heute mit dem Erscheinungsbild der Flapper der zwanziger Jahre verbunden wird, geht auf Irene Castle zurück.
Irene Castles eigene Garderobe stammte fast ausschließlich von der Modeschöpferin „Lucile“. Sie brachte ihr den Ruf eines sicheren Geschmackes ein, verbunden mit einer stilvollen Gesamterscheinung. In dem 1917 erschienenen Handbuch Woman as Decoration von Emily Burbank präsentierte Irene Castle  Damenmode der Jahre 1916 und 1917.

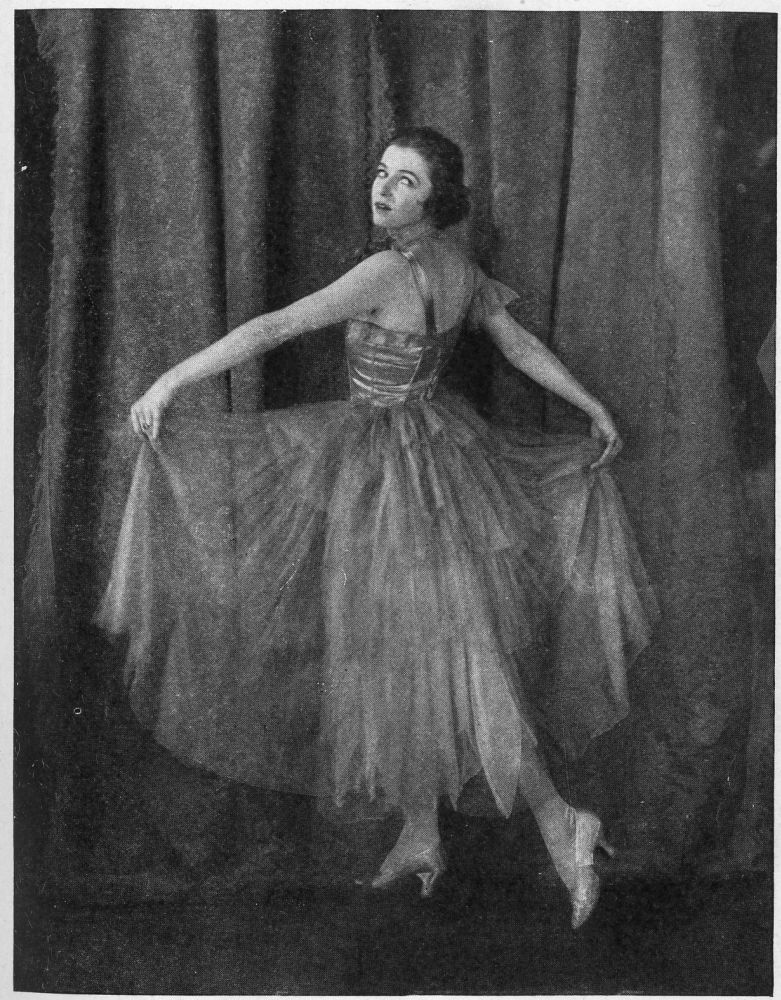
Ballkleid
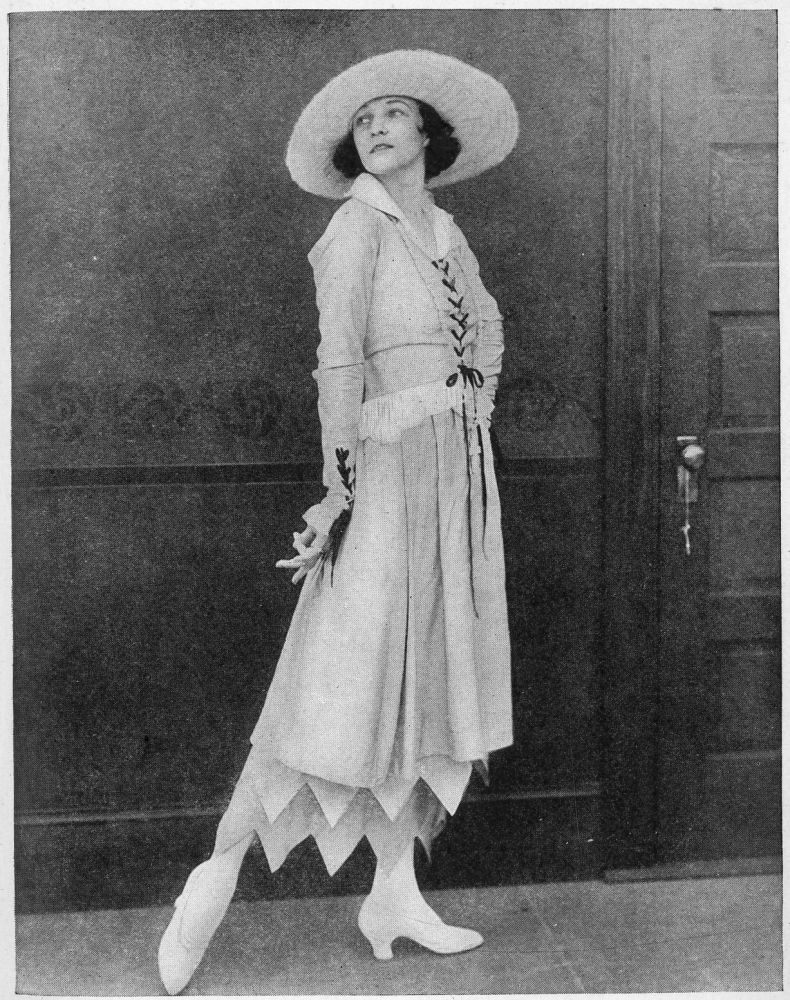
Sommerkleid
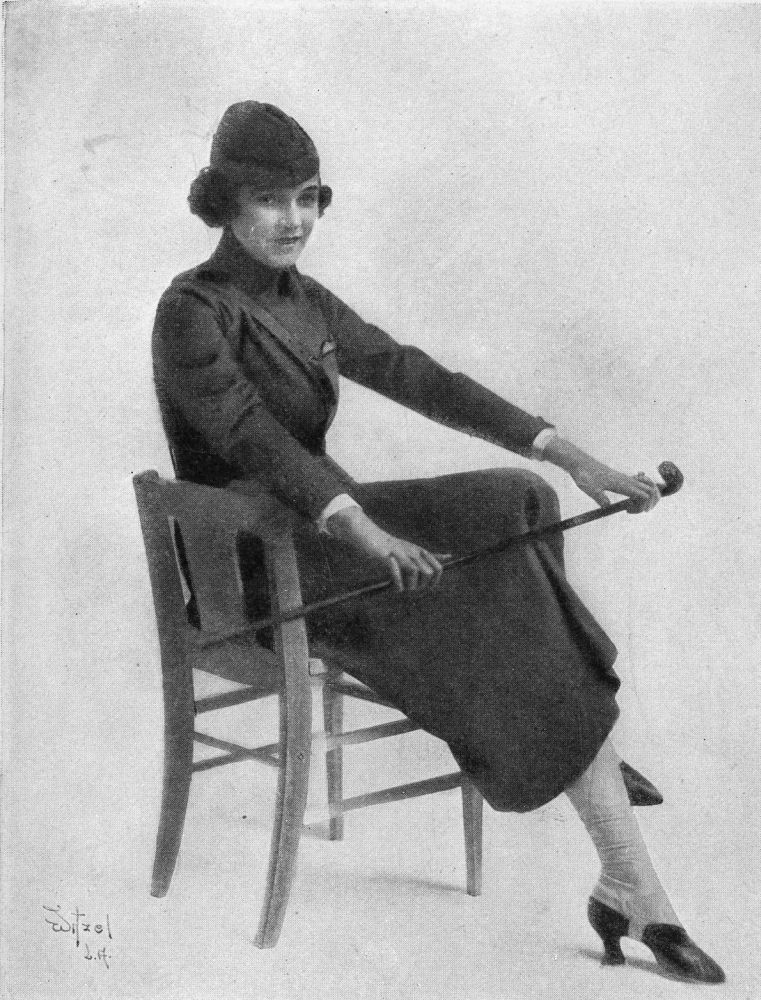
Straßenkleid
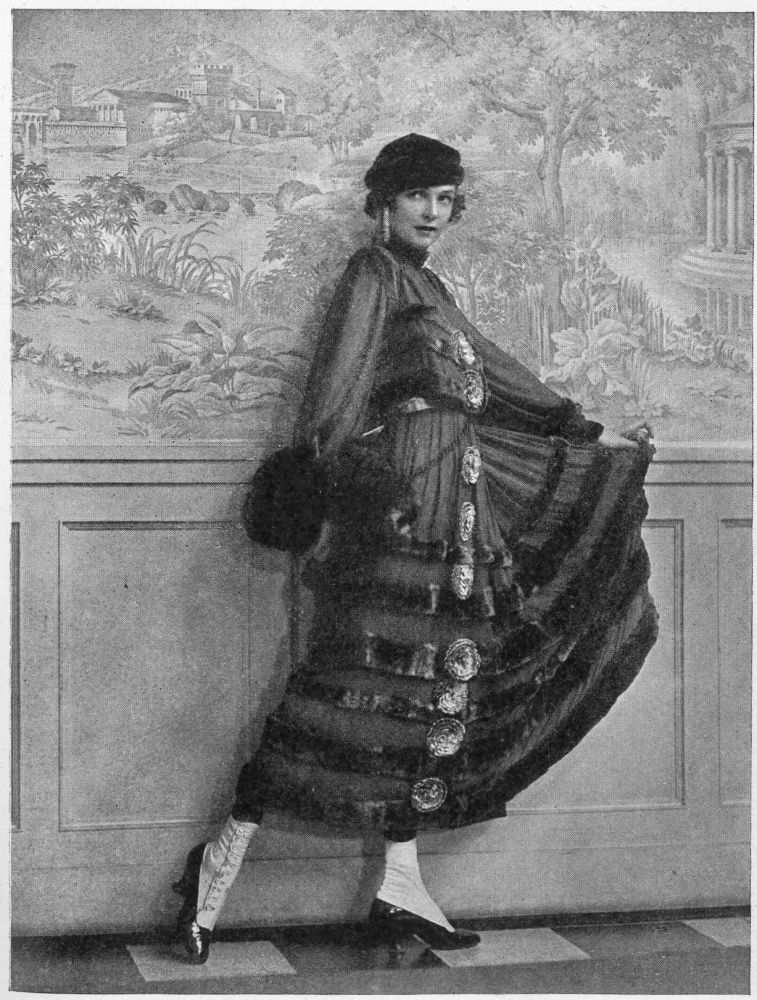
Winterkleid